# Herepeia, Hunedoara
Herepeia este un sat în comuna Vețel din județul Hunedoara, Transilvania, România.